# Paralimnophila (Paralimnophila) pirioni
Paralimnophila (Paralimnophila) pirioni is een tweevleugelige uit de familie steltmuggen (Limoniidae). De soort komt voor in het Neotropisch gebied.